# Hardington
Hardington – wieś w Anglii, w Somerset. W 1931 roku civil parish liczyła 36 mieszkańców. Hardington jest wspomniana w Domesday Book (1086) jako Hardintone/Hardingtona/Hardintona.